# جورج وينر
جورج وينر (بالإنجليزية: George Wyner)‏ هو ممثل أمريكي، ولد في 20 أكتوبر 1945 ببوسطن في الولايات المتحدة.

## أعمال

### أفلام
- (1976) كل رجال الرئيس[5]
- (1987) سبيسبولز[6][7]
- (1997) ساعي البريد[8][9]
- (1997) محامي الشيطان[10]
- (2001) الفطيرة الأمريكية 2[11][12][13]
- (2009) رجل جاد[14][15]
- (2012) مشكلة الرميات المنحنية[16][17]

### مسلسلات
- إن سي آي إس
- تاتش
- خطوة بخطوة
- ربات بيوت يائسات
- هاوس

## وصلات خارجية
- جورج وينر على موقع IMDb (الإنجليزية)
- جورج وينر على موقع ميتاكريتيك (الإنجليزية)
- جورج وينر على موقع ألو سيني (الفرنسية)
- جورج وينر على موقع أول موفي (الإنجليزية)
- جورج وينر على موقع قاعدة بيانات الأفلام السويدية (السويدية)
- جورج وينر على موقع إن إن دي بي (الإنجليزية)
- جورج وينر على موقع قاعدة بيانات الفيلم (الإنجليزية)
- جورج وينر على موقع كينوبويسك (الروسية)